# 安息州
安息州，唐朝西方的羁縻州。
显庆年间，以昭武九姓米国为设置，约在今乌兹别克斯坦布哈拉，属安西都护府。在8世纪，阿拉伯帝国占据了此地。是唐朝势力范围最西部地区之一。